# Полунощен прилеп
Полунощните прилепи (Eptesicus serotinus) са вид големи прилепи от семейство Гладконоси прилепи (Vespertilionidae). Срещат се в Европа (вкл. България), Средна и Източна Азия и Северна Африка.

## Общи сведения
Опашката на полунощния прилеп е голяма - 34,0-66,6 mm, дължината на тялото с главата е 62-82 mm, размахът на крилете е 345-390 mm, а масата - 17-34 g. Ушите са дълги 18-22 mm и имат триъгълна форма и удължени и заоблени трагуси. Коремът му е сивкав, а окраската на гърба — тъмнокафява. Козината е мека и дълга, по-тъмна при малките. Полетът не е много рязък.

## Разпространение
Полунощният прилеп е разпространен в Европа, Азия (Кавказ, Иран, Афганистан, Пакистан, Индия, Корея, Южен Китай, Тайван) и Северна Африка. В България се среща в единични находища, разпръснати в цялата страна. Живее главно на места, близо до които има хора, както и в гори.

## Начин на живот и хранене
Унищожават вредните насекоми. Хранят се с бръмбари, нощни пеперуди, мухи и мушици. Ловуват средно от височина 3-5 м от земята, но могат да се издигнат на височина 30-50 м. Полунощният прилеп може да улови плячката си и директно от земята.  Търси храна в окрайнините на гори, по поляни, речни долини, паркове и селища. Усреднената честота на вълните при ехолокацията е 25-30 kHz. Преди да излезе вечерта издава звуци около половин час.
Зимува по таваните на стари сгради, близо до димоотводи или в пещери. Не са склонни да мигрират, въпреки че са описани случаи, когато изминава разстояние от 330 км в Източна Европа.

## Размножаване
Копулацията протича през септември-октомври. През май женските образуват колонии, надхвърлящи 100 индивида, най-често в жилищни сгради. В средата на юни до началото на юли женската ражда едно или две малки.

## Допълнителни сведения
Популацията на полунощния прилеп намалява поради използването на отровни химически вещества от човека, разрушаването на убежищата му и човешката намеса.